# Hainfelder Programm
Das Hainfelder Programm war das Gründungsprogramm der Sozialdemokratischen Arbeiterpartei Österreichs (SDAP). Aus dieser Partei ging später die Sozialdemokratische Partei Österreichs (SPÖ) hervor.

## Der Parteitag
Vom 30. Dezember 1888 bis zum 1. Jänner 1889 fand in Hainfeld in Niederösterreich, der Einigungsparteitag der SDAP statt. Hainfeld wurde als Tagungsort gewählt, weil einerseits in den Sägemühlen und Eisenwarenfabriken des Ortes eine Arbeiterorganisation bestand und andererseits der für Hainfeld zuständige Bezirkshauptmann, der für sein soziales Bewusstsein bekannte Graf Leopold Auersperg, kein behördliches Veranstaltungsverbot erlassen würde. Der Termin nach Weihnachten sollte einer größtmöglichen Zahl von Werktätigen die Teilnahme ermöglichen. Somit konnten Vertreter der Arbeiterschaft aus allen österreichischen Kronländern, mit Ausnahme des noch industriell unterentwickelten Dalmatiens, teilnehmen. Victor Adler hatte ein Programm ausgearbeitet, das von Karl Kautsky gebilligt worden war. Von den 110 Delegierten aus den Kronländern waren 69 stimmberechtigt. Das neue Parteiprogramm, die Prinzipienerklärung, wurde unter dem Vorsitz von Julius Popp mit 3 Gegenstimmen und einer Enthaltung angenommen. Rudolf Pokorny referierte über die Prinzipienerklärung. Neben der Prinzipienerklärung wurden Resolutionen über die „Arbeitsschutzgesetzgebung und Sozialreform“, über die Presse, die gewerkschaftliche Organisation, die Arbeiterkammern, die Volksschule, die politischen Rechte und die für die De-facto-Neugründung der Partei entscheidende Einigungsresolution angenommen. Victor Adler amtierte seit diesem Parteitag, bis zu seinem Tod 1918, als erster Vorsitzender der geeinten, neuen Partei.

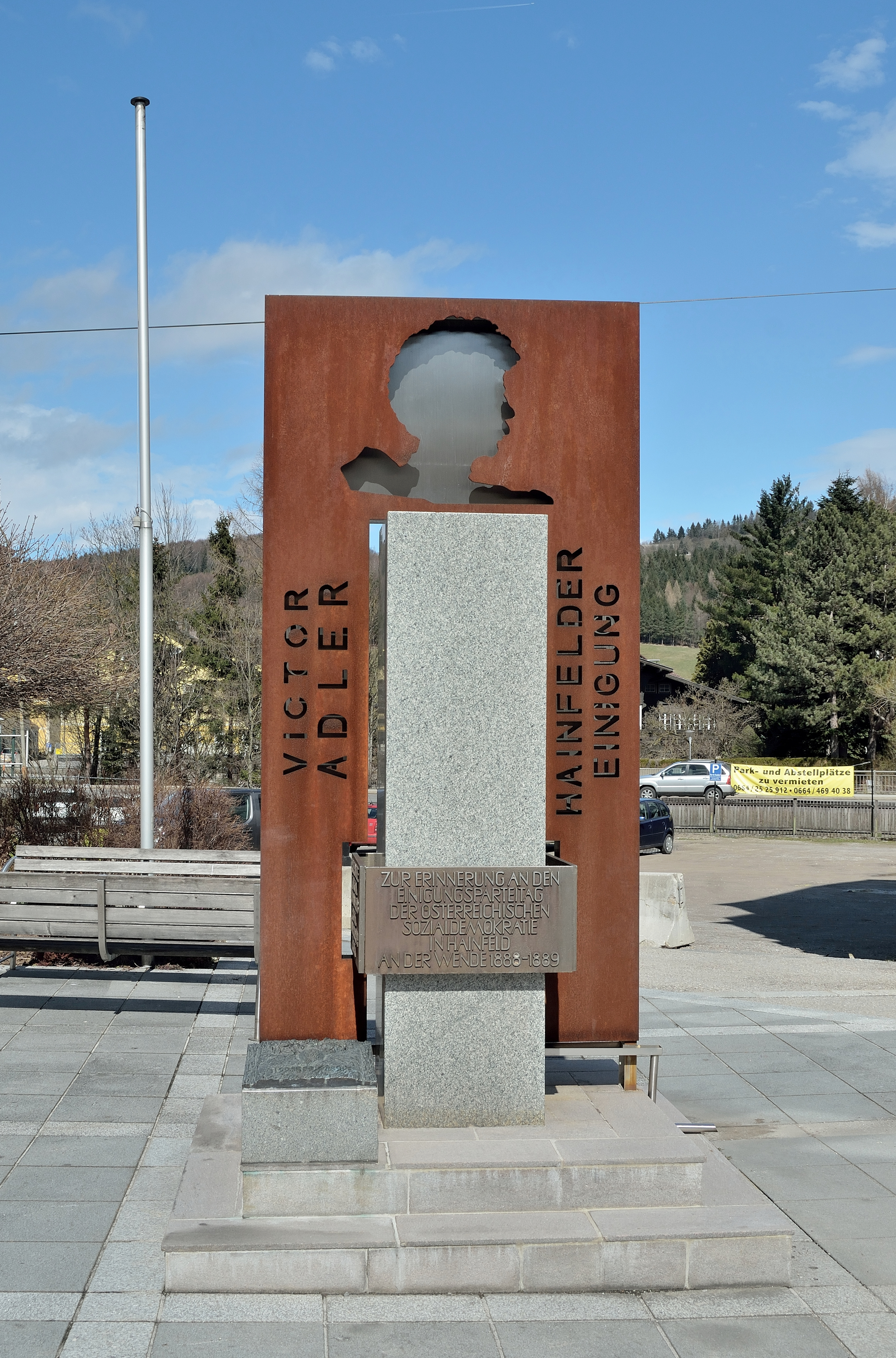
Das Denkmal in Hainfeld

An den Parteitag erinnert ein Denkmal in Hainfeld. Der ursprüngliche Gedenkstein wurde 1928 zum 40. Jahrestag des Parteitags errichtet und beim Februaraufstand 1934 zerstört. 1948 wurde das Denkmal wiedererrichtet.

## Die Prinzipienerklärung
Die „Prinzipienerklärung“ deklariert die Befreiung aus der politischen Rechtlosigkeit von den Fesseln der ökonomischen Abhängigkeit für das gesamte Volk ohne Unterschied der Nation, der Rasse und des Geschlechtes. Sie benennt den politischen Charakter der kapitalistischen Gesellschaft, die Rolle des bürgerlichen Klassenstaates und die damit verbundene Eigentumsfrage und die daraus resultierende gesellschaftliche Massenarmut, Verelendung und Unterdrückung. Es wird die Entwicklung der Produktivkräfte und die ungerechte Verteilung des gesellschaftlichen Reichtums angeführt und unmissverständlich die Machtfrage, die Frage nach der historischen Mission der Arbeiterklasse für eine gerechte Gesellschaft formuliert. In dem wohl bekanntesten Satz der „Prinzipienerklärung“ wird die Aufgabe der Partei und die Bedeutung und Rolle die dem „wissenschaftlichen Sozialismus“ als unverzichtbares Instrument im Klassenkampf zukommt als die kategorischen Imperative der klassenbewussten Partei beschrieben.
Schließlich werden acht allgemeine Grundsätze aufgestellt und formuliert. Betont wird: der internationalistische Charakter der Partei, die Rolle die der Propaganda und Agitation für die Verbreitung der sozialistischen Idee zukommt, die Frage der aktiven Teilnahme am Parlamentarismus und zu den Wahlen der verschiedenen Körperschaften als eines der wichtigsten Mittel der Agitation und Organisation. Der Kampf um eine Arbeiterschutzgesetzgebung, weitestgehende Beschränkung der Arbeitszeit, Aufhebung der Kinderarbeit, um den unentgeltlichen und konfessionslosen Unterricht in den Volks- und Fortbildungsschulen sowie unentgeltliche Zugänglichkeit sämtlicher höheren Lehranstalten wird ebenso angeführt wie der angestrebte Ersatz des stehenden Heeres durch die allgemeine Volksbewaffnung. Im Besonderen wird in Punkt sieben der Entschluss das Klasseninteresse des Proletariats jederzeit zu vertreten und aller Verdunkelung und Verhüllung der Klassengegensätze sowie der Ausnützung der Arbeiter zu Gunsten von herrschenden Parteien energisch entgegenwirken demonstrativ deklariert. Letztlich wird die Forderung nach einer einzigen, direkten, progressiven Einkommensteuer gefordert.

## Bedeutung, Auseinandersetzungen und Wandlungen
Die im Hainfelder Programm niedergeschriebenen Prinzipien betonen die historische Rolle der revolutionären Partei, deren Unentbehrlichkeit und deren Bezugnahme auf den wissenschaftlichen Sozialismus. Im Besonderen ist folgender Passus des Hainfelder Programms hervorzuheben:

„Der Träger dieser Entwicklung kann nur das klassenbewußte und als politische Partei organisierte Proletariat sein. Das Proletariat politisch zu organisieren, es mit dem Bewußtsein seiner Lage und seiner Aufgabe zu erfüllen, es geistig und physisch kampffähig zu machen und zu erhalten, ist daher das eigentliche Programm der sozialdemokratischen Arbeiterpartei in Österreich, zu dessen Durchführung sie sich aller zweckdienlichen und dem natürlichen Rechtsbewußtsein des Volkes entsprechenden Mitteln bedienen wird.“

Der Passus der Hainfelder Prinzipienerklärung war in der österreichischen Arbeiterbewegung stets Gegenstand auch sehr hart geführter politisch-ideologischer Auseinandersetzungen über das wechselseitige Verhältnis von Charakter und Rolle der Partei einerseits und der Bezugnahme zum wissenschaftlichen Sozialismus andererseits. Dementsprechend wurde und wird bis heute je nach dem politisch-ideologischen Standpunkt und der dementsprechenden Zielsetzungen das „Hainfelder Programm“ unterschiedlich bewertet.
Auf dem Gesamtparteitag der österreichischen Sozialdemokratie in Brünn (1899) wurde der Beschluss gefasst, das Hainfelder Programm den veränderten Zeitumständen anzupassen. Zu diesem Zweck wurde eine Kommission eingesetzt, die die Aufgabe hatte, einen Entwurf auszuarbeiten. Dieser Kommission gehörten Victor Adler, Ignacy Daszyński, Wilhelm Ellenbogen, Franz Schuhmeier und Steiner an. Schließlich wurde auf dem Wiener Parteitag von 1901 das Hainfelder Programm durch ein neues Programm ersetzt, das politisch gemäßigter war und letztlich auch im Dezember 1914 zur Zustimmung der SDAP zu den Kriegskrediten und damit zum Ersten Weltkrieg führte.
Der Austromarxist Max Adler wandte sich damals dezidiert gegen die Revision des Hainfelder Programms. Er bezeichnete den Entwurf des neuen Programms als „reformistisch“ und meinte: „Wir brauchen keine Revision unseres prinzipiellen Standpunktes“.
Erst das Linzer Programm im Jahr 1926, das wesentlich von Otto Bauer beeinflusst war und unter dem Eindruck der Oktoberrevolution und seinen Auswirkungen für die Arbeiterbewegung stand, reformulierte das Ziel der Revolution auf demokratischem Wege.